# Unstetiger Regler
Unstetige Regler sind Regler, deren Stellwert nach unstetigen mathematischen Gesetzen gebildet werden. Vielfach sind diese auch zeitvariant; das heißt, sie verändern ihr Verhalten während der Laufzeit. 
Der am häufigsten verwendete unstetige Regler ist der Zweipunktregler. Die Schaltzustände können zum Beispiel wie beim Bimetall „Ein“ und „Aus“ sein. Anwendung findet der unstetige Regler zum Beispiel bei einem Bügeleisen, dessen Temperatur vorgegeben wird. Unterschreitet die Temperatur den Sollwert, so schaltet das Bimetall die Heizung ein. Überschreitet die Temperatur den Sollwert, so schaltet das Bimetall die Heizung aus. Durch eine Schalthysterese wird ein allzu häufiges Schalten vermieden.
Neben dem Zweipunktregler gibt es auch den Dreipunktregler, der dann zum Beispiel folgende drei Schaltzustände haben kann: Kühlen, Aus, Heizen.
Im Gegensatz dazu stehen stetige Regler, welche zwar eine komplexere elektrische Schaltung benötigen, dafür jedoch flexibel einstellbar sind (siehe auch Schmitt-Trigger).